# BBC Radio 5 Sports Extra
BBC Radio 5 Sports Extra (ehemals BBC Radio 5 Live Sports Extra) ist ein digitaler Hörfunkprogramm der BBC. Er ist die Partnerstation von BBC Radio 5 Live, mit dem sich der Sender Studios, Moderatoren und Management teilt.

## Geschichte

Ehemaliges Logo

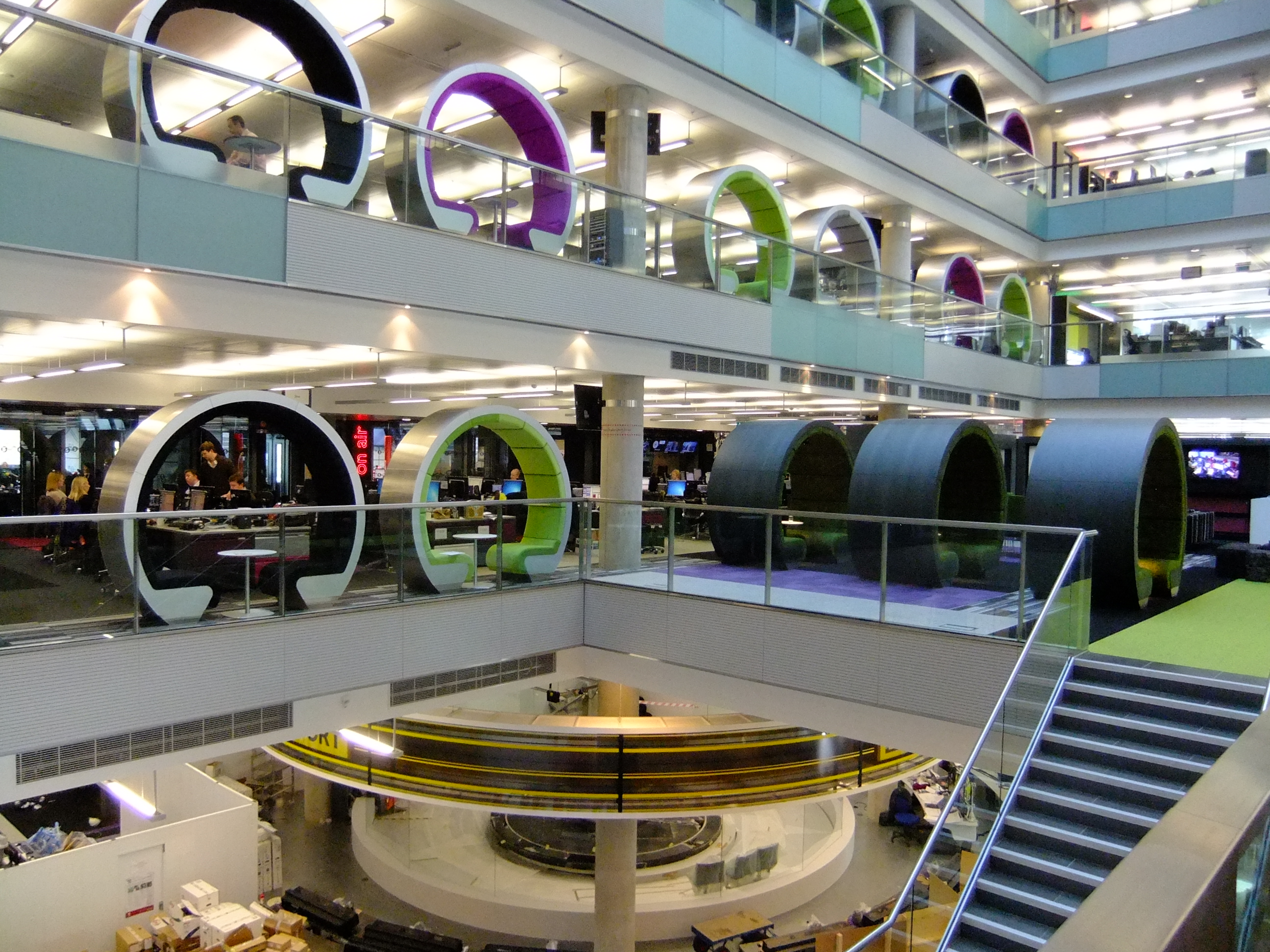
Redaktion von BBC Radio 5 in Salford.

Das Programm ging am 2. Februar 2002 auf Sendung und konzentriert sich auf die Sportberichterstattung. Als einziges Programm der BBC wird es nicht rund um die Uhr ausgestrahlt, sondern ist nur während der Übertragungen zu empfangen. Auch der Internet-Livestream wird zwischen den Übertragungen unterbrochen.
Gesendet wird aus dem Quay House in MediaCityUK in Salford.

## Bekannte Sendungen
Auf BBC Radio 5 Sports Extra werden unter anderem die Cricket-Übertragungen in der Sendung Test Match Special ausgestrahlt, die parallel auf den Langwellefrequenzen von BBC Radio 4 zu hören sind. Außerdem werden hier Fußballspiele, Autorennen der Formel 1 sowie Pferderennen kommentiert.

## Empfang
BBC Radio 5 Sports Extra ist über DAB, über Satellit und per Livestream im Internet zu hören.

## BBC Radio 5 live Olympics Extra
Während der Olympischen Sommerspiele 2012 in London gab es ein Sonderprogramm, das unter dem Namen BBC Radio 5 live Olympics Extra über DAB und online ausgestrahlt wurde und das ausschließlich Reportagen von den Spielen brachte. Es ergänzte die Berichterstattung von BBC Radio 5 Live und BBC Radio 5 Live Sports Extra. Das Programm war aus rechtlichen Gründen nur innerhalb Großbritanniens zu hören.